# Peg Entwistle
Peg Entwistle, właśc. Millicent Lilian Entwistle (ur. 5 lutego 1908 w Port Talbot, zm. 16 września 1932 w Los Angeles) – brytyjska aktorka teatralna i filmowa. Karierę teatralną rozpoczęła w 1925 roku występując w kilku produkcjach broadwayowskich. Wzięła udział tylko w jednym filmie, Trzynaście kobiet, którego premiera odbyła się po jej śmierci.
Entwistle zasłynęła po tym jak we wrześniu 1932 roku, w wieku 24 lat, skoczyła z litery „H” tworzącej Hollywood Sign.

## Młodość
Entwistle była córką aktora Roberta Symesa Entwistle’a i Emily Stevenson. Pierwsze lata życia aktorka spędziła w West Kensington, obszarze będącym częścią Londynu. W 1913 roku Entwistle wraz z ojcem trafiła do amerykańskiego Cincinnati. W grudniu 1922 roku Robert Entwistle zmarł w szpitalu, po tym jak został potrącony przez samochód na skrzyżowaniu Park Avenue i 72. ulicy w Nowym Jorku.

## Broadway
Przed 1925 rokiem Entwistle mieszkała w Bostonie, gdzie była członkiem Henry Jewett Players. W październiku 1925 roku otrzymała epizodyczną rolę w Hamlecie, broadwayowskiej produkcji (z udziałem Ethel Barrymore); aktorka wystąpiła kilkanaście razy na scenie.

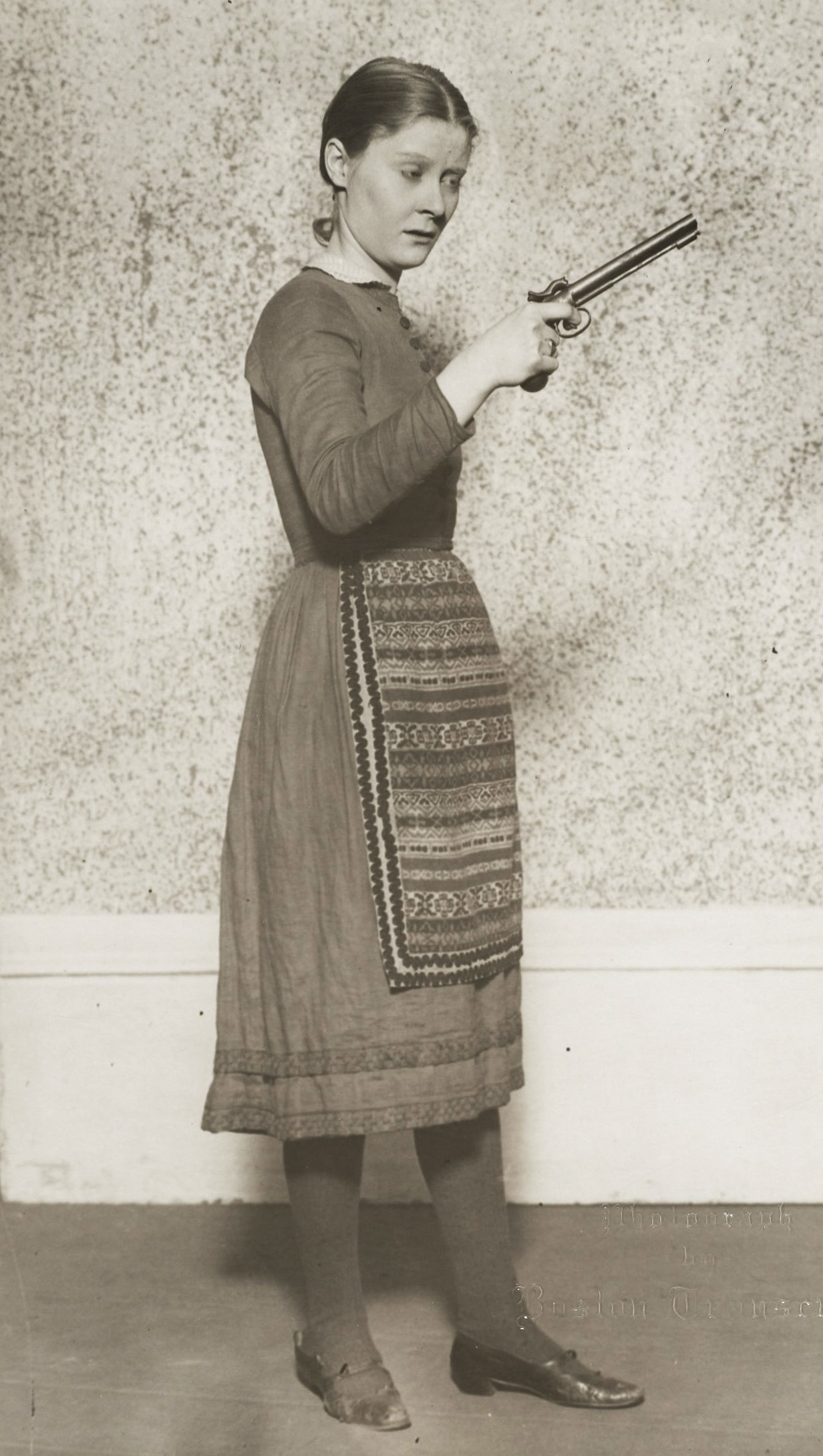
Entwistle w Dzikiej kaczce (ok. 1925)

W tym samym roku Entwistle, wcieliła się w postać Hedvig w produkcji Dzika kaczka Henrika Ibsena. Po obejrzeniu sztuki, Bette Davis powiedziała swojej matce: „…chcę być dokładnie taka jak Peg Entwistle”. Trzy lata później aktorka i reżyserka Blanche Yurka poprosiła Davis by zagrała postać Hedvig. Davis w odpowiedzi napisała, że kiedy tylko zobaczyła Entwistle w Dzikiej kaczce, wiedziała, że któregoś dnia wcieli się w rolę Hedvig. Po latach Davis powiedziała, że Entwistle zainspirowała ją do zostania aktorką.
Pod koniec lat 20. Entwistle została członkiem New York Theatre Guild. Występując na Broadwayu zagrała rolę Marthy w sztuce The Man from Toronto, która wystawiana była 28 razy w Selwyn Theatre. Jako członek Theatre Guild, Entwistle wystąpiła w co najmniej 10 broadwayowskich sztukach, grając z takimi aktorami jak: George M. Cohan, William Gillette, Dorothy Gish i Laurette Taylor. Najdłużej wystawianą produkcją, w której Entwistle wystąpiła (wspólnie z Sidneyem Tolerem) był przebój Tommy z 1927 roku, który grany był 232 razy.
W 1927 roku Entwistle wyszła za aktora Roberta Keitha, z którym się rozwiodła w 1929 roku. Powodem złożenia przez nią pozwu rozwodowego były zarzuty wobec Keitha o znęcanie się nad nią, a także nieszczerość, ponieważ nie powiedział jej, że był już w związku małżeńskim i miał 6-letniego syna, Briana Keitha (późniejszego aktora).
Wystawianie spektaklu The Uninvited Guest zaprzestano już po 7 razach (wrzesień–październik 1927), mimo że krytyk teatralny „New York Timesa” J. Brooks Atkinson napisał: „…Peg Entwistle dała występ znacznie lepszy od tego co gwarantowała sama sztuka”.
Wcielając się każdego tygodnia w różne postacie, Entwistle zdobyła pewien rozgłos, czego przykładem był artykuł w niedzielnym wydaniu „New York Timesa” (1927) i kolejny w dzienniku „Oakland Tribune” (1929).
Pomijając rolę w dramacie Sherlock Holmes (the Strange Case of Miss Faulkner) (1929–1930) i chęć Entwistle do grania bardziej ambitnych postaci, często jednak występowała jako bohaterka komediowa, najczęściej jako atrakcyjna, dobroduszna ingénue. W 1929 roku powiedziała dziennikarzowi:

Prędzej zagram te role, które są przekonujące. Może tak jest dlatego, że są one najłatwiejsze, chociaż są to najtrudniejsze dla mnie rzeczy do zrobienia. By odtworzyć jakąkolwiek z emocjonalnych scen muszę przygotować się do pewnego poziomu. Jeśli to osiągnę w moim pierwszym słowie, pozostałe słowa i linijki same się sobą zajmą. Ale kiedy zawalę, muszę zbudować równowagę kwestii, a wtedy cała charakteryzacja traci polot. Czuję wówczas, że oszukuję sama siebie. Nie wiem czy pozostałe aktorki tak samo reagują czy nie, ale we mnie budzi to niepokój.

Na początku 1932 roku Entwistle po raz ostatni wystąpiła na Broadwayu – w sztuce Alice Sit-by-the-Fire autorstwa J.M. Barrie’ego, w której pojawiła się także Laurette Taylor, której alkoholizm doprowadził do odwołania dwóch występów. Przedstawienie odwołano, w następstwie czego Entwistle, podobnie jak pozostała część obsady, otrzymała jedynie tygodniowe wynagrodzenie, mimo że przed premierą spektaklu uzgodniono, że aktorom miał przypaść procent z dochodów box office’u.

## Hollywood
W połowie 1932 roku, w środku wielkiego kryzysu, Entwistle będąc w Los Angeles otrzymała rolę w sztuce Romneya Brenta The Mad Hopes (z Billie Burke w obsadzie), która grana była od 23 maja do 4 czerwca w Belasco Theatre (1926–1952) w centrum miasta. Recenzja produkcji napisana przez krytyczkę teatralną Florence Lawrence z dziennika „Los Angeles Examiner” była bardzo pozytywna:

…Belasco i Curran nową sztukę wystawili możliwie efektywnie i obdarzyli to dzieło Romneya Brenta ponadprzeciętną obsadą i reżyserią. Bela Blau (producent) … komedię wyciągnął na najwyższy poziom. Jakość kostiumów i scenerii jest zachwycająca, a każdy szczegół powoduje, że produkcja jako całość doskonale wpasuje się w nowojorską scenę. W obsadzie Peg Entwistle i Humphrey Bogart grają pierwsze skrzypce, a wspomaga ich gwiazda (Billie Burke), a oboje dają świetne i autentyczne występy. Panna Entwistle jako poważna, młoda córka roztargnionej matki (Geneva Hope) prezentuje ujmujący obraz młodości…

Po ostatnim wystawieniu sztuki The Mad Hopes, Entwistle zdobyła pierwszą i ostatnią oficjalną rolę w filmie dla wytwórni Radio Pictures (później RKO). W obrazie Trzynaście kobiet (1932), wydanym przed wprowadzeniem kodeksu Haysa, wystąpiły Myrna Loy i Irene Dunne. Fabuła dreszczowca wyprodukowanego przez Davida O. Selznicka oparta została na powieści autorstwa Tiffany’ego Thayera (Thirteen Women, 1932). Entwistle zagrała niewielką rolę drugoplanową Hazel Clay Cousins. Premiera filmu odbyła się 14 października 1932 roku w nowojorskim Roxy Theatre, jednak nie zyskał on uznania krytyków ani nie odniósł sukcesu komercyjnego. W 1935 roku film wydany został ponownie, z kolei tę wersję okrojono o 14 minut w stosunku do oryginału, który trwał 73 minuty. W 2008 roku amerykański tygodnik „Variety” określił Trzynaście kobiet jednym z pierwszych filmów z kategorii „kobiecy zespół” (female ensemble).

## Śmierć
18 września 1932 roku kobieta, wędrując poniżej napisu Hollywoodland, znalazła kobiecy but, torebkę i kurtkę, które należały do Entwistle. Otworzyła torebkę i znalazła w niej list pożegnalny, po którego przeczytaniu spojrzała w dół góry i spostrzegła zwłoki. Kobieta poinformowała przez telefon o znalezisku policję w Los Angeles i przekazała przedmioty jednostce policji w Hollywood.
W późniejszym czasie oficer z wydziału dochodzeniowo-śledczego i dwóch policjantów znaleźli ciało aktorki w wąwozie poniżej znaku. Personalia Entwistle pozostawały niezidentyfikowane do momentu, gdy jej wujek, z którym mieszkała na terenie osiedla Beachwood Canyon (Los Angeles), rozpoznał ją. Powiązał dwudniową nieobecność krewnej z listem pożegnalnym podpisanym inicjałami „P.E.”, który został upubliczniony w gazetach. Zeznał on, że w piątek 16 września Entwistle poinformowała go, że wybiera się do sklepu i zobaczyć się ze znajomymi. Domysły policji wskazywały na to, że postanowiła jednak dotrzeć na południowe zbocze Mount Lee, tam gdzie zlokalizowany był znak Hollywoodland, by później wspiąć się po drabinie na szczyt litery „H” i skoczyć z niej. 
Nic nie wskazywało na to, by aktorka spożywała wcześniej alkohol. Powodem zgonu, według koronera, było wewnętrzne krwawienie spowodowane „wielokrotnym złamaniem miednicy”.
Tekst upublicznionego listu pożegnalnego:

Boję się, jestem tchórzem. Przepraszam za wszystko. Gdybym zrobiła to znacznie wcześniej, oszczędziłoby to wiele bólu. P.E.

Samobójstwo Entwistle przyniosło jej pośmiertnie szeroki rozgłos. Jej pogrzeb odbył się 20 września w W.M. Strathers Mortuary w Hollywood. Jej ciało zostało skremowane, a prochy zostały wysłane później do Glendale (Ohio), by pochować ją obok jej ojca na Oak Hill Cemetery, gdzie ich szczątki trafiły 5 stycznia 1933 roku.
W 2014 roku ok. 100 osób upamiętniło rocznicę śmierci Entwistle, spotykając się na terenie parkingu Beachwood Market w Hollywood. Zebrani obejrzeli Trzynaście kobiet podczas plenerowej projekcji. Dochód z loterii, jedzenia oraz napojów sprzedanych podczas wyświetlania filmu przekazany został przez okoliczne sklepy w imieniu Entwistle organizacji American Foundation for Suicide Prevention.